# Cleopsylla vidua
Cleopsylla vidua är en loppart som beskrevs av Beaucournu et Gallardo 1991. Cleopsylla vidua ingår i släktet Cleopsylla och familjen Stephanocircidae. Inga underarter finns listade i Catalogue of Life.